# Famille Dondi dall'Orologio
Pour les articles homonymes, voir Dondi.
 (juillet 2024).
La famille Dondi dall'Orologio (également Dondi dell'Orologio, Dondirologi ou Dondi Orologio) sont une famille patricienne de Venise originaire de Crémone. Ils portent le surnom d'Orologi depuis Jacopo Dondi qui écrivit le premier traité occidental sur les horloges. Le fils de Jacopo Giovanni Dondi construisit un Astrarium, instrument aujourd'hui perdu qui tenait à la fois de l'horloge et du planétarium. Un autre descendant, Novello Dondi, fabriqua l'horloge astronomique monumentale de la place de la Seigneurie à Padoue (photo). Un Dondi fut fait marquis pour fait de guerre au XVIIe siècle.

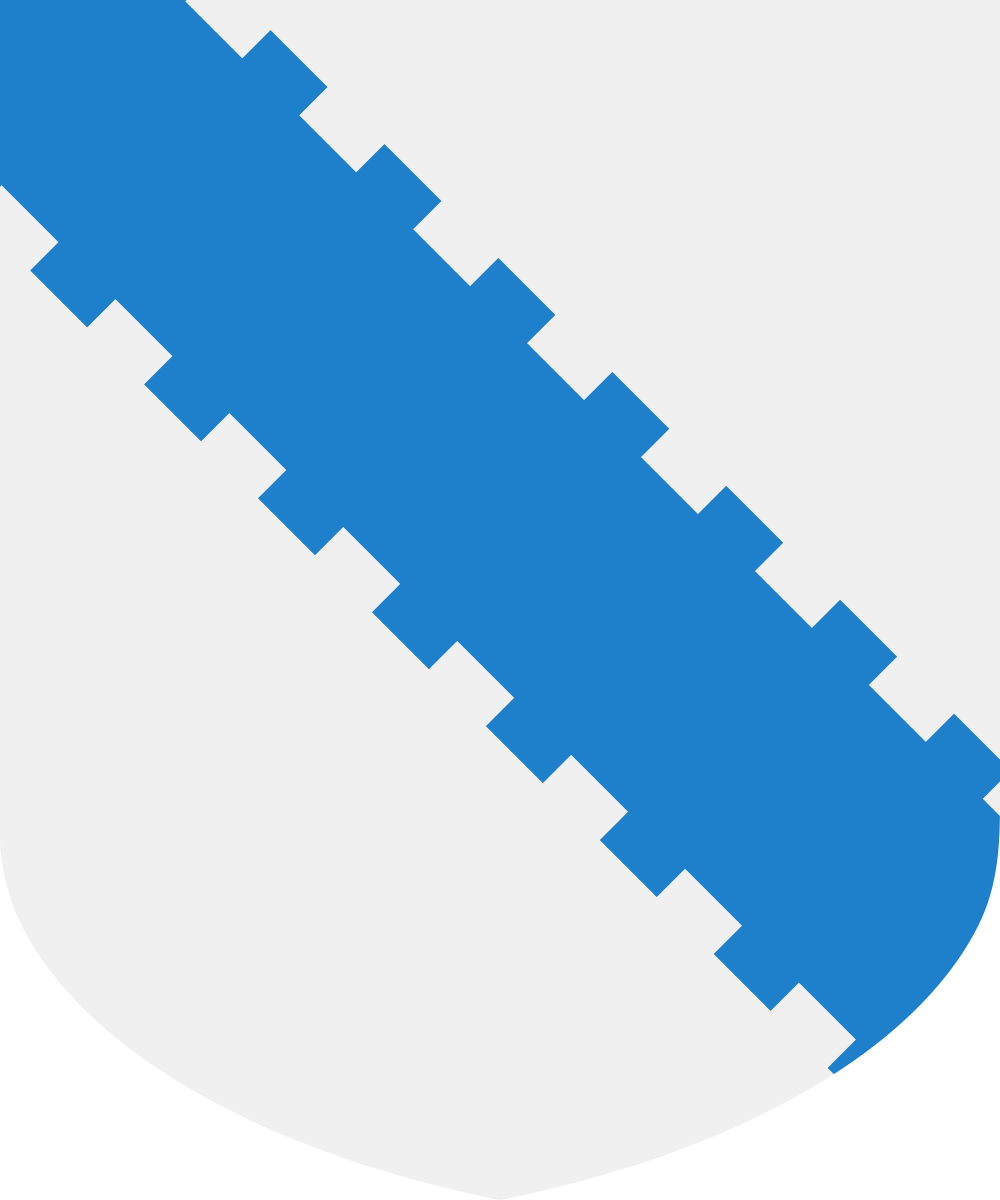
Armes des Dondi Orologio.

Les armes des Dondi se composent  d'une bande d'azur crenelée des deux côtés en champ d'argent.

## Personnalités

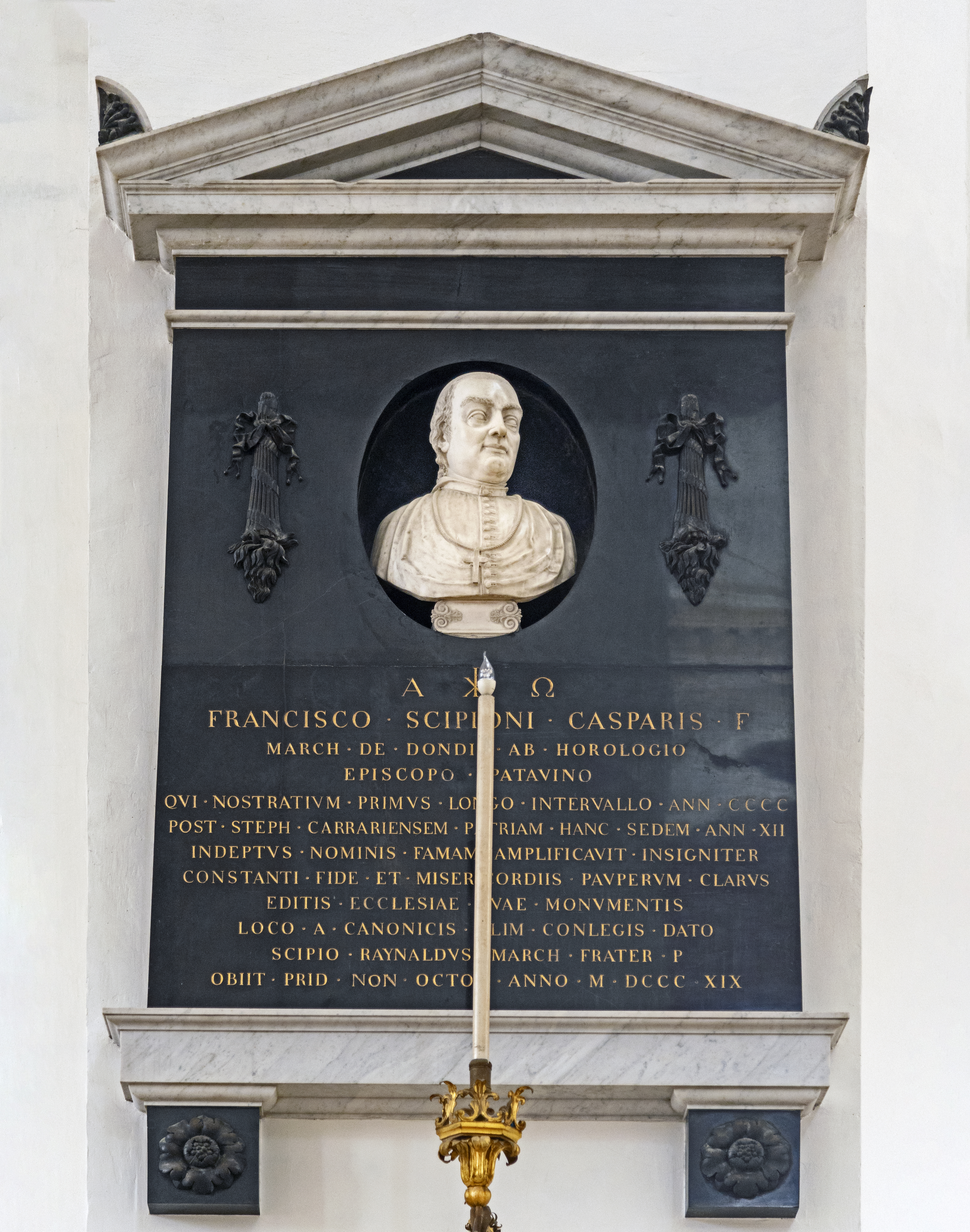
Monument a Francesco Scipione Dondi dall'Orologio.

- Jacopo Dondi dall'Orologio (1293 - 1359), Médecin, astronome et horloger ;
- Gabriele Dondi dall'Orologio (1328 - 1383), Médecin et lettré, premier fils de Jacopo ;
- Giovanni Dondi dall'Orologio (1330 - 1388), Médecin, astronome et horloger; puîné de Jacopo ;
- Francesco Scipione Dondi dall'Orologio (1756 - 1819), ecclésiastique, évêque de Padoue de  1807 à sa mort.